# 加藤倫朗
加藤 倫朗（かとう のりお、1943年3月24日 - ）は日本の技術者、実業家、工学博士。日本特殊陶業代表取締役社長や、同社代表取締役会長、涼仙ゴルフ倶楽部理事長などを務めた。藍綬褒章受章。自動車技術会賞技術開発賞受賞。

## 人物・経歴
愛知県出身。1961年愛知県立旭丘高等学校卒業。1965年名古屋工業大学工学部窯業工学科卒業、日本特殊陶業入社。1987年セラミックターボチャージャの開発で自動車技術会賞技術開発賞を受賞。2001年「構造材料としての窒化ケイ素とエンジン部品への応用に関する研究」で名古屋工業大学博士（工学）の学位を取得。
日本特殊陶業 総合研究所開発部長、取締役、常務取締役を経て、2003年専務取締役。2004年代表取締役社長。2008年藍綬褒章受章。2011年代表取締役会長。2012年涼仙ゴルフ倶楽部理事長。
この間、2000年から2010年まで昭和法人会会長。ユニーグループ・ホールディングス取締役、森村商事取締役、大倉和親記念財団理事長、森村豊明会理事、名古屋フィルハーモニー交響楽団諮問委員等も務めた。